# هیت، سوریه
هیت (به عربی: الهیت) یک روستا در سوریه است که در استان سویدا واقع شده‌است. هیت ۶۵۵ نفر جمعیت دارد.